# بوکلین ۱۵۷۱۰
سیارک ۱۵۷۱۰ (به انگلیسی: 15710 Bocklin، نامگذاری:1989AV6) پانزده هزار و هفتصد و دهمین سیارک کشف شده‌است که در ۱۱ ژانویه ۱۹۸۹ کشف شد.
قدر مطلق سیارک برابر ۱۳٫۹۰ است.